# Ricardo Monasterio
Ricardo Andrés Monasterio Guimaraes (Caracas, 22 ottobre 1978) è un nuotatore venezuelano.
Specializzato nello stile libero, ha partecipato a tre edizioni consecutive delle Olimpiadi: Atlanta 1996, Sydney 2000 e Atene 2004.

## Palmarès
- Giochi panamericani

Winnipeg 1999: bronzo nei 1500m sl.
Santo Domingo 2003: oro nei 400m sl e nei 1500m sl.
Rio de Janeiro 2007: argento nei 1500m sl.
Guadalajara 2011: bronzo nella 4x200m sl.